# 글러브박스

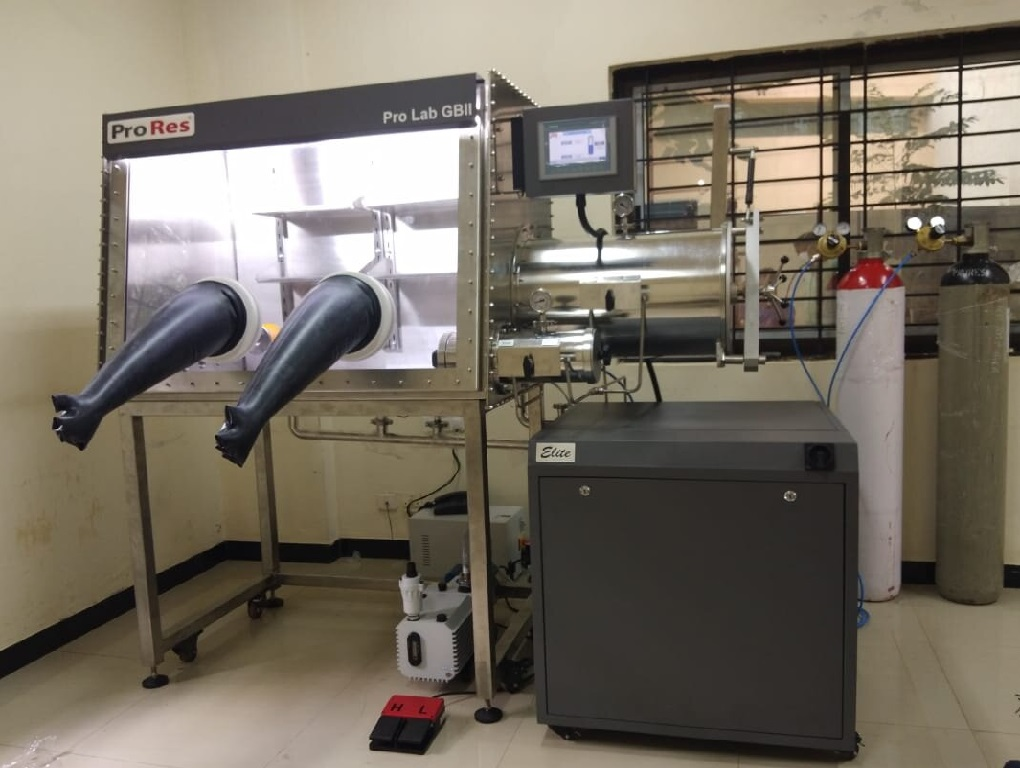

글러브박스(glovebox)는 격리된 환경의 물건을 사람이 조작할 수 있도록 설계된 밀폐된 컨테이너이다. 글러브박스의 양쪽 면에는 장갑이 배치되어 있어서 사용자는 손을 장갑에 넣고 오염물질에 위해를 주지 않고 상자 안에서 작업을 수행할 수 있다. 상자의 일부 또는 모든 것이 투명한 것이 보통이므로 사용자는 조작할 물건을 볼 수 있다.

## 같이 보기
- 데시케이터
- 퓸 후드